# Boysun
Boysun är ett kulturlandskap på Boysuntog - den sydvästra utlöparen till Gissarbergen i distriktet Boysun, Uzbekistan. Kulturlandskapet utvecklades under århundraden sida vid sida med regionens flora och fauna. Sedan 18 januari 2008 är Boysun uppsatt på Uzbekistans tentativa världsarvslista.

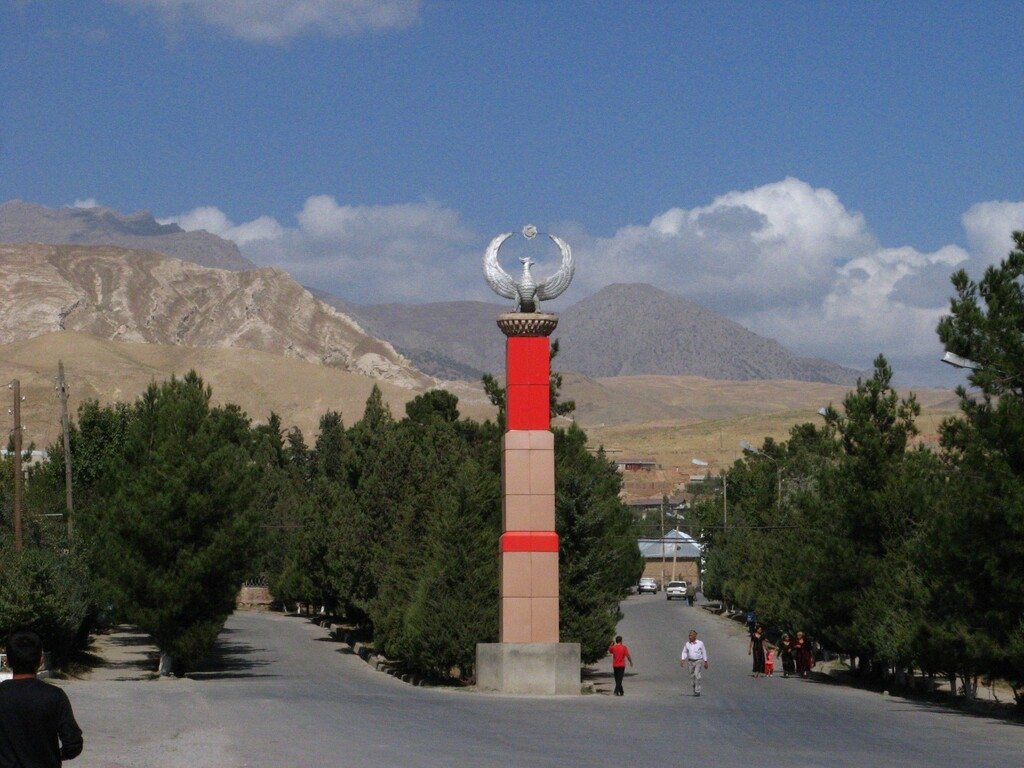
Boysun